# Sturisoma
Sturisoma is een geslacht van straalvinnige vissen uit de familie van de harnasmeervallen (Loricariidae).

## Beschrijving
Het is lastig om de afzonderlijke soorten van Sturisoma met zekerheid uit elkaar te houden. Alle zijn het vissen met een zeer langgerekt lichaam, bruin van kleur met donkere (vaak zwarte) zijstrepen en vlekken. Onder de spitse steurachtige neus bevindt zich de zuigmond waarmee de vis zich vasthecht aan een ondergrond en er de algen van afgraast. De staart beslaat twee derden van de hele lichaamslengte, is zeer buigzaam en heeft een gevorkt uiteinde al dan niet met verlengde buitenste vinstralen. 

## Verspreiding en leefgebied
Sturisoma komt voor in Panama, Columbia, Venezuela en verder naar het zuiden in het westelijke Amazonebekken. Daar bewonen ze matig tot snelstromende beken met helder en zuurstofrijk water dat een zuurtegraad heeft tussen 6 en 7,5 en een hardheid van 2 tot 11° dH. Stenen en hout kenmerken de leefomgeving. De watertemperatuur ligt tussen 24 en 28°C.

## Gedrag
De Sturisoma is een rustige vis die zowel overdag als tegen de schemering actief is. Het is vooral een uitstekende algeneter. Met zijn zuigmond kan hij heel goed algen van stenen en hout schrapen. In gevangenschap gaat hij zijn eigen weg in het aquarium. Bij gebrek aan algen is het noodzakelijk om hem groenvoer bij te voeren: geblancheerde slablaadjes, voedertabletten met veel plantenkost, komkommer. Levend of diepvriesvoer wordt zo nu en dan graag gegeten.

## Voortplanting
Met enige moeite is het verschil tussen de geslachten eenvoudig te herkennen. Volwassen mannetjes ontwikkelen op latere leeftijd namelijk rijen kleine stekelhaartjes langs de kop. De ouderdieren komen enige tijd voor zonsondergang samen op de toekomstige afzetplaats, vooraan het vrouwtje, achteraan het mannetje. Na enige tijd poetsen en na zonsondergang leggen zij 80 tot 100 witte eitjes op hout (of in een aquarium op een glasplaat). Het mannetje neemt de zorg voor de eieren op zich. Hij is daarin zeer vasthoudend en zal zich zelden laten afleiden door andere vissen. Met voortdurend waaieren van de borstvinnen leidt hij zuurstofrijk water over de eieren. Na acht dagen komen de jongen uit. Ze hebben onmiddellijk en overvloedig voedsel nodig. Dat zijn hoofdzakelijk algen. In gevangenschap worden ook stukjes courgette of komkommer aanvaard.

## Soorten
- Sturisoma aureum (Steindachner, 1900)
- Sturisoma barbatum (Kner, 1853)
- Sturisoma brevirostre (Eigenmann & Eigenmann, 1889)
- Sturisoma dariense (Meek & Hildebrand, 1913)
- Sturisoma festivum Myers, 1942
- Sturisoma frenatum (Boulenger, 1902)
- Sturisoma guentheri (Regan, 1904)
- Sturisoma kneri (De Filippi, 1940)
- Sturisoma lyra (Regan, 1904)
- Sturisoma monopelte Fowler, 1914
- Sturisoma nigrirostrum Fowler, 1940
- Sturisoma panamense (Eigenmann & Eigenmann, 1889)
- Sturisoma robustum (Regan, 1904)
- Sturisoma rostratum (Spix & Agassiz, 1829)
- Sturisoma tenuirostre (Steindachner, 1910)

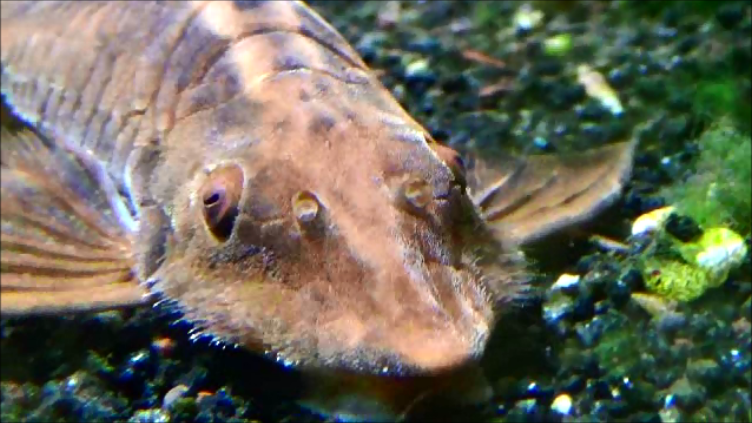
Man van Sturisoma festivum met stekelhaartjes langs de kop